# Craterul Tin Bider
Tin Bider este un crater de impact meteoritic în Algeria.

## Date generale
Craterul s-a format în ultimii 70 de milioane de ani, probabil în perioada Cretacicului târziu sau începutul Terțiarului. Craterul are 6 kilometri în diametru și se află la capătul sudic al unei serii de dealuri.

## Galerie de imagini

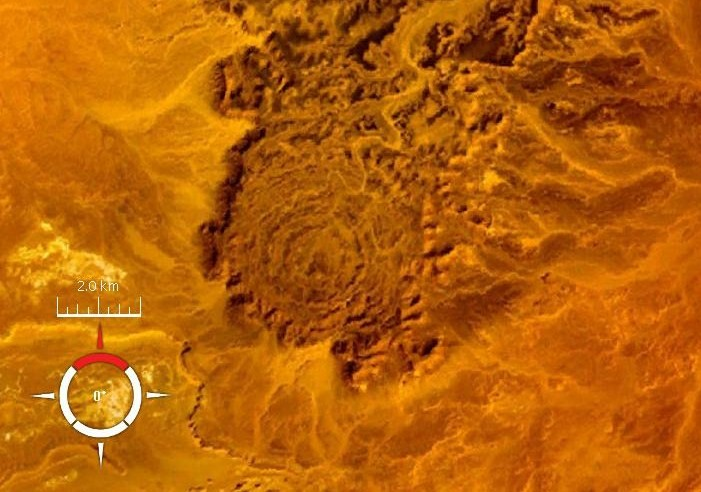
Imagine Landsat a craterului Tin Bider.
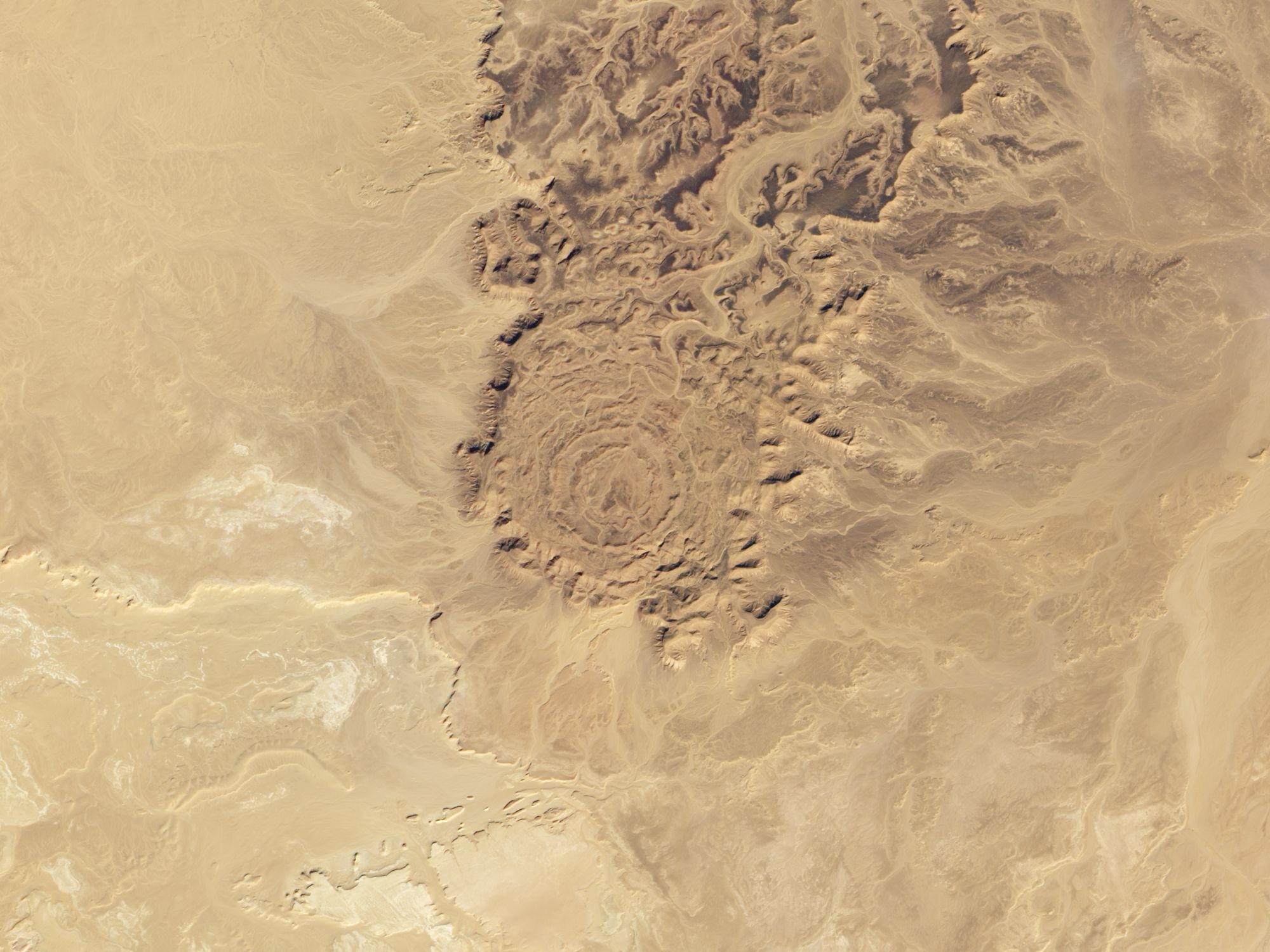
Imagine din satelit (cu culori naturale) a craterului Tin Bider.